# 斯沃蓋市鎮

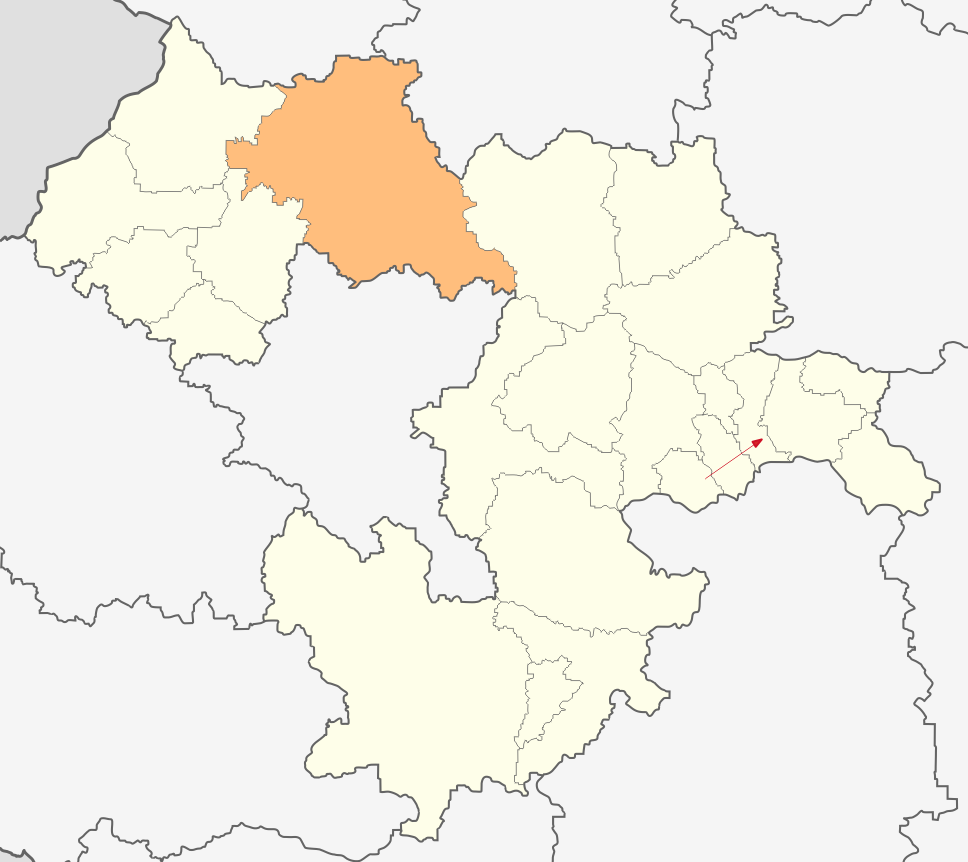

斯沃蓋市鎮，是保加利亞西部索菲亞州的市鎮，行政中心为斯沃蓋，面積868.62平方公里，2011年人口22,363，人口密度每平方公里25.75人。